# Mesopteris tonkinensis
Mesopteris tonkinensis là một loài thực vật có mạch trong họ Thelypteridaceae. Loài này được (C. Chr.) Ching mô tả khoa học đầu tiên năm 1978.